# Charte des auteurs et illustrateurs jeunesse
La Charte des auteurs et illustrateurs jeunesse est une association loi de 1901 créée en 1975 dont l'objectif est de défendre les droits des auteurs et illustrateurs jeunesse et de valoriser la littérature jeunesse. Elle a reçu l'agrément du ministère de la Jeunesse et des Sports. Ses actions sont notamment subventionnées par le ministère de la Culture, la SOFIA, la Mairie de Paris, la SAIF et l’ADAGP. Depuis juin 2020, sa présidence est assurée par un collectif de cinq administrateurs et administratrices. En 2022 les co-présidents sont Roseline Pendule, Hélène Vignal, Lucie Le Moine, Béatrice Egémar et Marc Daniau.

## Histoire
La Charte des auteurs et illustrateurs de jeunesse, est fondée le 22 septembre 1975 à Montreuil en présence de sept auteurs : William Camus, Jean Coué, Christian Grenier, le couple Grimaud, Bertrand Solet et Béatrice Tanaka. Cette initiative fait suite à une volonté commune de défendre les intérêts des auteurs et illustrateurs jeunesse aux conditions de travail précaires.  
Le 17 mars 1984, la Charte devient une association loi de 1901. Elle est présidée tour à tour par Christian Grenier (1984-1986), Jacques Cassabois (1986-1988), Christian Léourier (1988-1992), François Sautereau (1992-1995), Jean-Hugues Malineau (1995-1999), Jacques Delval (1999-2004), Alain Bellet, Marie Sellier, Marie Quentrec (2010-2015), Carole Trébor (2015-2017). 
Elle compte en 2012 plus d'un millier d'adhérents, et environ 1 400 en 2024.
En 2015, pour son quarantième anniversaire, la Charte a mis à disposition du public un Abécédaire des auteurs et illustrateurs jeunesse, illustré par Gwenaëlle Doumont et rédigé par un collectif dirigé par Alice Brière-Haquet. 
En mai 2017, la romancière Samantha Bailly est élue présidente de la Charte à la suite de Carole Trébor. 
Fin août 2018, par un vote à l'unanimité, elle est réélue présidente de la Charte, tandis que Guillaume Nail est vice-président auteur, Sandrine Bonini vice-présidente illustratrice, Marie Caillet secrétaire générale et Nicolas Digard trésorier. 
Mi-février 2019, Samantha Bailly et Guillaume Nail intervertissent les rôles, lui devenant président et elle assurant la vice-présidence auteur, aux côtés d'un conseil d'administration inchangé élu à l'unanimité. 
Depuis juin 2020, sa présidence est assurée par un collectif de cinq administrateurs. 
En 2022 les co-présidents sont Roseline Pendule, Hélène Vignal, Lucie Le Moine, Béatrice Egémar et Marc Daniau 

### Objectifs et revendications
Depuis des années, la Charte travaille à réduire l'inégalité de considération, de traitement et de rémunération des auteurs et illustrateurs jeunesse par rapport aux auteurs de littérature générale dans le milieu de l'édition française,. En 2008, elle donne la parole à Marie-Aude Murail et Pierre Robert qui réfutent l'idée qu'une littérature destinée à la jeunesse serait par essence inférieure sur le plan littéraire aux œuvres destinées aux adultes, à la suite de la polémique créée par la conférence d'Anne-Marie Garat et la rencontre-débat programmée par l'Association française des enseignants de français. En mai 2012, à l'Hôtel de Massa à Paris, elle organise conjointement avec la Société des Gens de Lettres et l'Association des Traducteurs Littéraires de France une journée professionnelle de réflexion sur la place de la littérature destinée à la jeunesse où sont abordées les questions de droits d'auteur et de la difficulté des relations auteur-éditeur.
Sous l'impulsion de Carole Trébor, la Charte a également orchestré en 2016 et 2017 deux campagnes de communication sur le statut de l'auteur-illustrateur jeunesse intitulées « Dans la peau d'un auteur jeunesse, », qui a compris la création d'une web-série humoristique de trois épisodes diffusés quelques jours avant la 33e session du Salon du livre et de la presse jeunesse de Montreuil. Le 2 octobre 2017, elle participe aux Assises de la littérature jeunesse organisées à la Bibliothèque nationale de France pour aborder la question des écarts de salaire entre auteurs en France.
À la suite de la vague du mouvement de dénonciation de violences sexuelles MeToo dans le milieu de la culture cinématographique américaine, relayée en France avec le hashtag BalanceTonPorc, la Charte s'est également positionnée en faveur d'une réflexion sur les représentations socio-culturelles véhiculées dans les sociétés occidentales et d'une remise en cause des stéréotypes sexistes présents dans la littérature destinée à la jeunesse,.

### MouvementPaye Ton Auteur

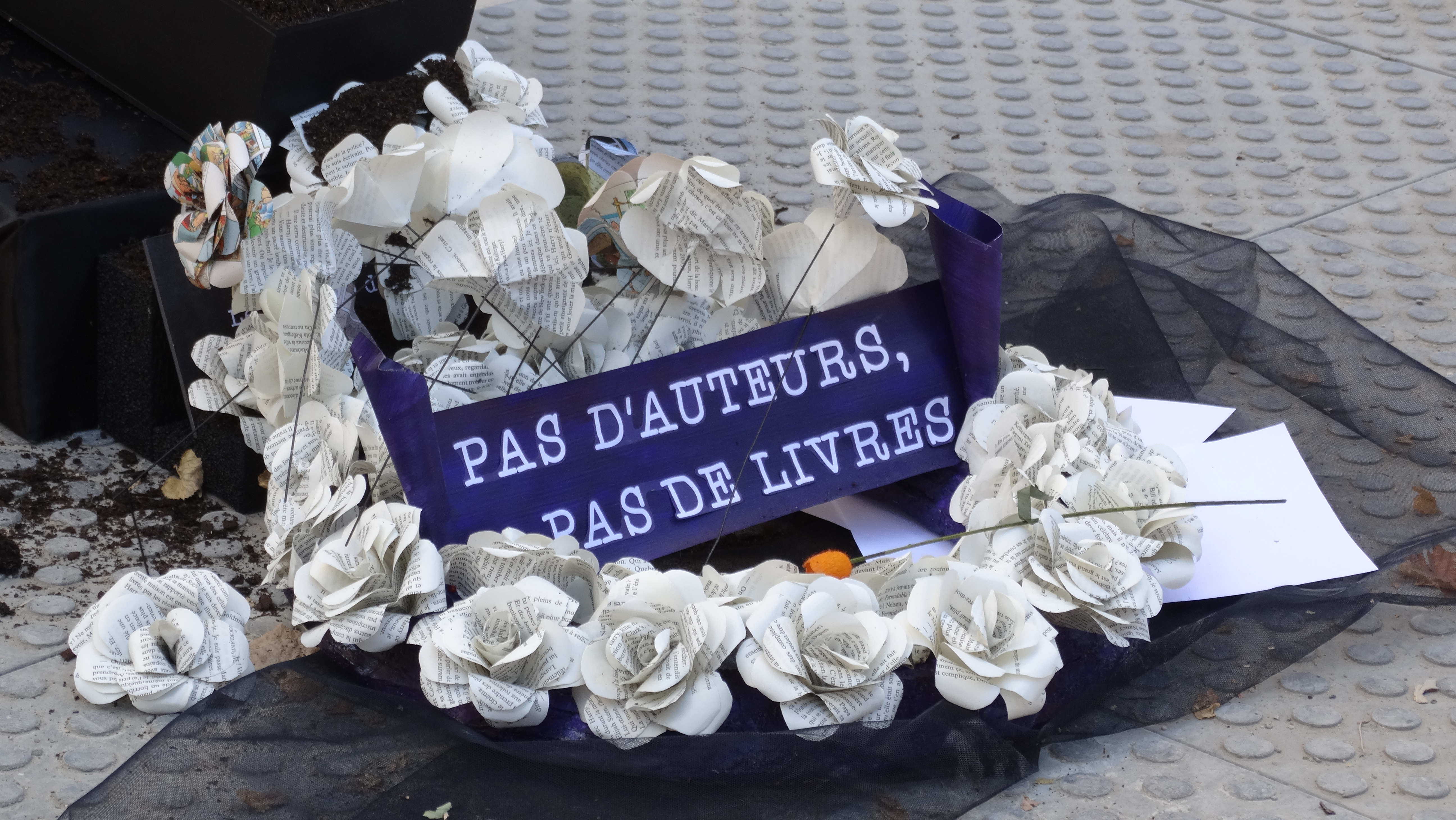
Couronne mortuaire du Livre de Demain marquée du slogan « Pas d'auteurs, pas de livres » lors des obsèques satiriques organisées par la Charte au Jardin du Palais-Royal.

En mars 2018, la Charte et le SNAC BD ont lancé le hashtag #PayeTonAuteur devant le refus du Salon du Livre de Paris de rémunérer les auteurs pour leurs interventions, obtenant gain de cause auprès de l'organisation. Le mouvement a ensuite pris de l'ampleur, se muant en #AuteursEnColère, portant des revendications sur la pérennité du métier d'auteur et d'autrice, mis à mal par les réformes de la hausse générale de la CSG et du prélèvement à la source prévus en France pour janvier 2019, ainsi que l'exigence de la création d'un statut spécifique, à l'instar de celui des intermittents et intermittentes du spectacle.

En mai, la Charte cosigne avec le SNAC une pétition lancée par le Conseil permanent des écrivains (CPE) intitulée « Pas d'auteurs, pas de livres » qui fédère dès la mi-mai plus de 23 000 signataires. Cette initiative fait écho, avec un retentissement supérieur, à une précédente pétition du CPE lancée en 2015, intitulée « A ceux qui oublient qu'il faut des auteurs pour faire des livres » et signée par plus de 120 auteurs et autrices, dont des personnalités du monde littéraire français telles que Marie N'Daye, Pierre Lemaitre et Maylis de Kerangal. Sa principale revendication est la prise en compte des spécificités des métiers de l'écriture et de la création au sein des réformes du travail ; ainsi, les associations réunies affirment :
« Les auteurs du livre ne sont pas des actifs comme les autres, notamment en raison de la périodicité de leur rémunération : une seule fois par an en moyenne, trois à six mois après l’arrêté des comptes des éditeurs. De cette situation imposée découlent de nombreuses contraintes qui doivent être prises en compte par les pouvoirs publics. »

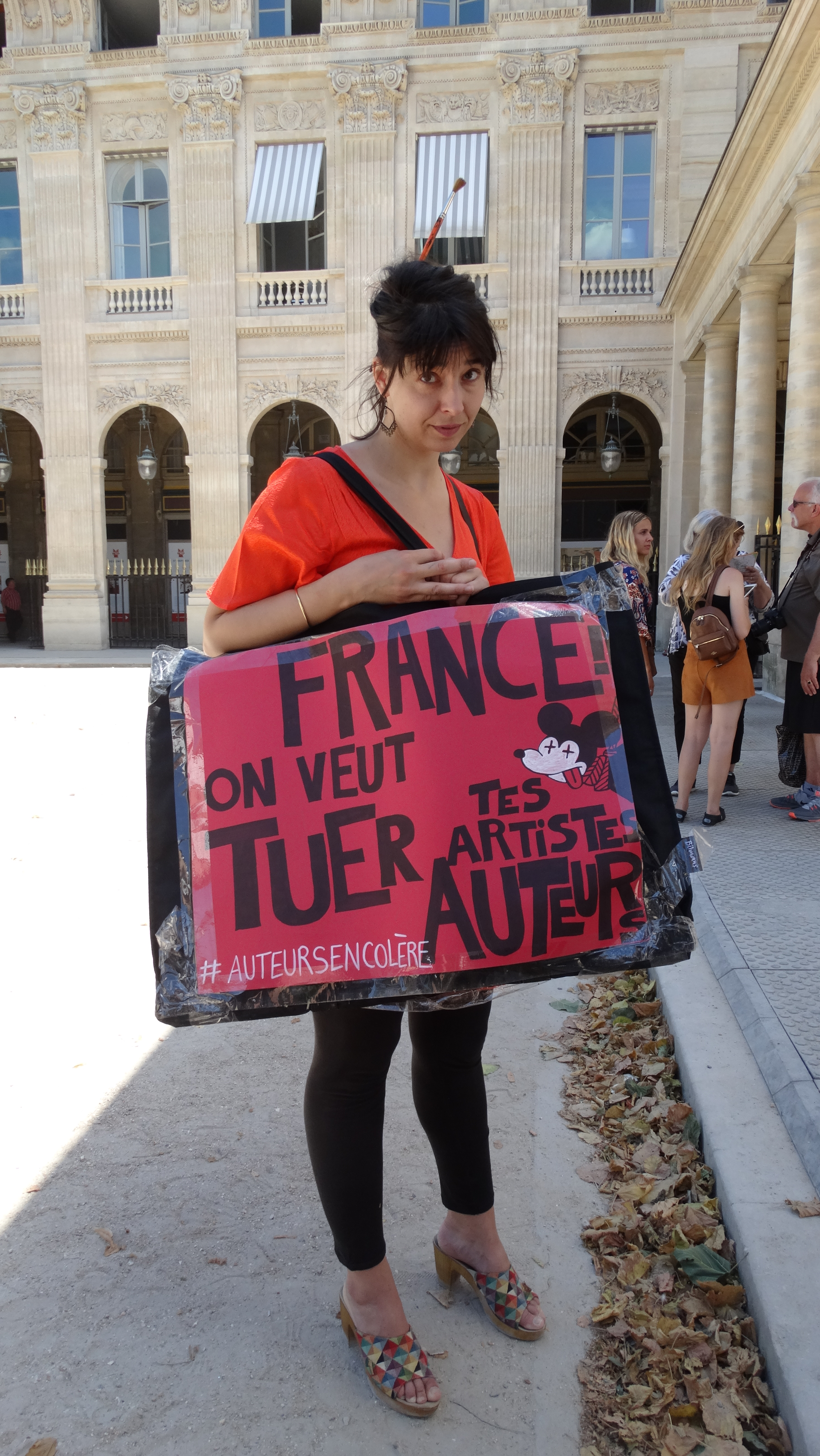
Pauline Kalioujny, membre de la Charte, manifestant avec le hashtag #AuteursEnColere.

La Charte, le CPE et le SNAC participent ensuite conjointement aux États Généraux du Livre pour alerter sur la précarisation générale des artistes auteurs et demandent à cette occasion une concertation entre décisionnaires et professionnels concernés. Mené principalement par la présidente de la Charte Samantha Bailly et son vice-président Guillaume Nail sur les réseaux sociaux, le mouvement grandissant est soutenu dans la presse écrite et radiophonique par des auteurs et autrices à succès tels que Joann Sfar, Tatiana de Rosnay, Annie Ernaux et Guillaume Musso. 
Le 9 juillet, un happening satirique est organisé par la Charte au Jardin du Palais-Royal à Paris : habillé en habits de deuil, un collectif d'auteurs et d'autrices s'est recueilli pour les obsèques du Livre de Demain, afin d'alerter sur la paupérisation grandissante des personnes exerçant des métiers rémunérés en droits d'auteur en France (métiers de l'écriture, de l'illustration et de la traduction). Début août, la Charte annonce un rapprochement avec l'Alliance des agents littéraires français afin d'aider au développement du métier d'agent littéraire en France en accord avec la défense des intérêts des autrices et auteurs professionnels qu'il représente.
Début septembre, à la Maison de Balzac à Paris, d'une concertation entre la Charte, le SNAC BD et les États généraux de la Bande dessinée naît La Ligue des auteurs professionnels. La présidente de la Charte, Samantha Bailly, en devient également présidente, auprès de Marie-Aude Murail et Denis Bajram à la vice-présidence. Au micro de France Inter, Marc Chevallier présente ainsi l'émergence de ce nouveau rassemblement dans une chronique d’Histoires économiques : « Leur objectif : structurer le mouvement de ras-le-bol qui s’exprime sur les réseaux sociaux depuis le printemps sous les hashtags #AuteursEnColère et #PayeTonAuteur pour tirer la sonnette d’alarme sur la dégradation de leurs conditions de travail. »
Fin novembre 2018, la Charte des auteurs et des illustrateurs jeunesse dévoile dans la même lignée sa nouvelle web-série comique d'anticipation : « On a sauvé le livre ». Ses huit épisodes fictifs présentent chacun un maillon dans la chaîne du livre (un illustrateur, un libraire, un bibliothécaire, une lectrice, un organisateur de salon, une éditrice, une autrice et une diffuseuse) qui témoigne en 2028 des mesures de restructuration drastiques qui auraient été prises en 2018 pour sauver l'objet-livre, en sauvant ses auteurs et autrices, et ainsi toute l'industrie qui les entoure. La série aux accents ironiques est alors diffusée au Salon du livre et de la presse jeunesse de Montreuil.

### Concours
La Charte des auteurs et des illustrateurs jeunesse organise deux concours : un concours d'illustration intitulé Un voyage à Bologne (depuis 2012) et un concours de nouvelles, Émergences (depuis 2018), tous deux destinés aux futurs professionnels de l'écriture et de l'illustration en littérature jeunesse. Les lauréats du Voyage à Bologne rencontrent des éditeurs et éditrices à la Foire internationale du livre de jeunesse de Bologne, premier salon professionnel consacré à l'édition jeunesse fondé en 1963. Les lauréats du concours Émergences rencontrent quant à eux des éditeurs et éditrices lors du Salon du livre et de la presse jeunesse en Seine-Saint-Denis à Montreuil.
En 2019, pour sa deuxième édition, le concours Émergences s'ouvre aux jeunes auteurs et autrices des départements et territoires français d'outremer.

## Organisation
La Charte des auteurs et illustrateurs jeunesse est composée d'un bureau et d'un conseil d'administration. Le bureau comprend cinq membres tous et toutes co-présidents. Le conseil d'administration comprend 6 à 15 administrateurs et administratrices.

### Siège en commissions
La Charte des auteurs et illustrateurs siège dans plusieurs commissions d'organismes, en vue de défendre le statut juridique et social des auteurs et illustrateurs jeunesse. Elle siège aux commissions suivantes : 
- le conseil de gestion et les commissions professionnelles des arts graphiques et de l'écrit de l'AFDAS ;
- la commission de surveillance et de contrôle des publications destinées à l'enfance et l'adolescence, en application de la loi de 1949 ;
- les conseils d'administration de la SCAM (Société Civile des auteurs multimédia) et du CPLJ (Centre de Promotion du Livre de Jeunesse).

### Membres de la Charte
La Charte des auteurs et des illustrateurs jeunesse totalise plus de 1300 membres.
En 2022, les membres du bureau de l'association sont :
- Lucie Le Moine : co-présidente
- Béatrice Egémar : co-présidente
- Marc Daniau : co-président
- Roseline Pendule : co-présidente
- Hélène Vignal : co-présidente et trésorière

Les administrateurs et administratrices sont :
- Laura P. Sikorski
- Florence Thinard
- Marc Lizano
- Claire Lecoeuvre
- Isabel Lavarec
- Isabelle Collombat
- Peter Barnouw
- Calouan
- Aurélie Gerlach
- Colette Hus-David
- Aude Vivet

La déléguée générale est Anne Clerc, Isabelle Dubois est chargée de la relation adhérent et  Angélique Brévost est chargée de communication.

### Présidents
| Portrait                                                               | Identité                         | Période | Période | Durée |
| Portrait                                                               | Identité                         | Début   | Fin     | Durée |
| ---------------------------------------------------------------------- | -------------------------------- | ------- | ------- | ----- |
| Pas de portrait sous licence libre disponible pour Christian Grenier.  | Christian Grenier (né en 1945)   | 1984    | 1986    | 2 ans |
| Pas de portrait sous licence libre disponible pour François Sautereau. | François Sautereau (1943 - 2014) | 1993    | 1996    | 3 ans |
| Pas de portrait sous licence libre disponible pour Jacques Delval.     | Jacques Delval (1939 - 2015)     | 1999    | 2004    | 5 ans |
| Samantha Bailly lors des Imaginales en 2016                            | Samantha Bailly (née en 1988)    | 2017    | 2019    | 2 ans |
| Christian Léourier, 2 juin 2012.                                       | Christian Léourier (né en 1948)  |         |         |       |
| Pas de portrait sous licence libre disponible pour Jacques Cassabois.  | Jacques Cassabois (né en 1947)   |         |         |       |